# (3390) Demanet
(3390) Demanet es un asteroide perteneciente al cinturón de asteroides, descubierto el 2 de marzo de 1984 por Henri Debehogne desde el Observatorio de La Silla, Chile.

## Designación y nombre
Designado provisionalmente como 1984 ES1. Fue nombrado Demanet en homenaje al apellido de la abuela paterna del descubridor.